# Oplognathus kirbyi
Oplognathus kirbyi är en skalbaggsart som beskrevs av Macleay 1819. Oplognathus kirbyi ingår i släktet Oplognathus och familjen Rutelidae. Inga underarter finns listade i Catalogue of Life.